# Castelfranco Véneto
Castelfranco Véneto (en italiano Castefranco Veneto; en véneto Casteo) es una ciudad de la región de Véneto, en Italia. Tiene una población de 33.005 habitantes (censo de 2005).

## Ubicación geográfica
Situada en el centro de la provincia de Treviso, a medio camino de Treviso, Padua y Vicenza, es una ciudad amurallada con un castillo medieval en óptimo estado de conservación. 

## Cultura y arte
Castelfranco Véneto es conocida por ser la ciudad natal de Giorgione así como de Agostino Steffani. En la iglesia de San Liberal (patrón de la ciudad) se conserva una de sus obras maestras: la Pala de Castelfranco también denominada Virgen entronizada con los santos Liberal y Francisco.

## Evolución demográfica
| Gráfica de evolución demográfica de Castelfranco Véneto entre 1861 y 2001 |
|                                                                           |
| Fuente ISTAT - elaboración gráfica de Wikipedia                           |